# Ashurst and Colbury
Ashurst and Colbury es una parroquia civil del distrito de New Forest, en el condado de Hampshire (Inglaterra).

## Geografía
Según la Oficina Nacional de Estadística británica, Ashurst and Colbury tiene una superficie de 2,82 km².

## Demografía
Según el censo de 2001, Ashurst and Colbury tenía 2011 habitantes (48,58% varones, 51,42% mujeres) y una densidad de población de 713,12 hab/km². El 14,47% eran menores de 16 años, el 73,5% tenían entre 16 y 74 y el 12,03% eran mayores de 74. La media de edad era de 47,62 años. Del total de habitantes con 16 o más años, el 15,41% estaban solteros, el 69,71% casados y el 14,88% divorciados o viudos.
El 96,37% de los habitantes eran originarios del Reino Unido. El resto de países europeos englobaban al 1,09% de la población, mientras que el 2,54% había nacido en cualquier otro lugar. Según su grupo étnico, el 99,2% eran blancos, el 0,45% mestizos, el 0,15% asiáticos y el 0,2% chinos. El cristianismo era profesado por el 81,65%, el islam por el 0,15% y cualquier otra religión, salvo el budismo, el hinduismo, el judaísmo y el sijismo, por el 0,35%. El 10,49% no eran religiosos y el 7,36% no marcaron ninguna opción en el censo.
915 habitantes eran económicamente activos, 897 de ellos (98,03%) empleados y 18 (1,97%) desempleados. Había 856 hogares con residentes y 7 vacíos.